# Роналдо Вієйра
Роналдо Вієйра (англ. Ronaldo Vieira, нар. 19 липня 1998, Бісау) — англійський футболіст, півзахисник італійської  «Сампдорії».
Виступав за молодіжну збірну Англії.

## Клубна кар'єра
Народився 19 липня 1998 року в Бісау, столиці Гвінеї-Бісау. У п'ятирічному віці перебрався з родиною до Португалії, де 2009 року розпочав займатися футболом в структурі лісабонської «Бенфіки». Згодом родина переїхала до Англії, де продовжив займатися футболом у низці юнацьких команд, а з 2015 року — в структурі «Лідс Юнайтед».
У дорослому футболі дебютував 2016 року виступами за головну команду «Лідс Юнайтед» у другому англійському дивізіоні. Вже в сезоні 2016/17 юний півзахисник став гравцем її основного складу.
Влітку 2018 року за орієнтовні 7 мільйонів фунтів перейшов до італійської «Сампдорії», з якою уклав п'ятирічну угоду. Мав регулярну ігрову практику у новій команді, утім на сезон 2020/21 віддавався в оренду з правом викупу до «Верони». У складі веронської команди практично не грав і по завершенні терміну оренди повернувся до «Сампдорії».

## Виступи за збірні
2017 року дебютував у складі юнацької збірної Англії (U-18), загалом на юнацькому рівні взяв участь у 17 іграх.
2018 року залучався до складу молодіжної збірної Англії. На молодіжному рівні зіграв у трьох офіційних матчах, забивши один гол.

## Статистика виступів

### Статистика клубних виступів
Станом на 5 серпня 2022
| Сезон                    | Команда                  | Чемпіонат                | Чемпіонат | Чемпіонат | Національний кубок | Національний кубок | Національний кубок | Континентальні кубки | Континентальні кубки | Континентальні кубки | Інші змагання | Інші змагання | Інші змагання | Усього | Усього | Усього |
| Сезон                    | Команда                  | Ліга                     | Ігор      | Голів     | Ліга               | Ігор               | Голів              | Ліга                 | Ігор                 | Голів                | Ліга          | Ігор          | Голів         | Ігор   | Голів  |        |
| ------------------------ | ------------------------ | ------------------------ | --------- | --------- | ------------------ | ------------------ | ------------------ | -------------------- | -------------------- | -------------------- | ------------- | ------------- | ------------- | ------ | ------ | ------ |
| 2015–16                  | «Лідс Юнайтед»           | ЧФЛ                      | 1         | 0         | КА+КЛ              | -                  | -                  | -                    | -                    | -                    | -             | -             | -             | 1      | 0      |        |
| 2016–17                  | «Лідс Юнайтед»           | ЧФЛ                      | 34        | 1         | КА+КЛ              | 0+4                | 0                  | -                    | -                    | -                    | -             | -             | -             | 38     | 1      |        |
| 2017–18                  | «Лідс Юнайтед»           | ЧФЛ                      | 28        | 0         | КА+КЛ              | 0+4                | 1                  | -                    | -                    | -                    | -             | -             | -             | 32     | 1      |        |
| Усього за «Лідс Юнайтед» | Усього за «Лідс Юнайтед» | Усього за «Лідс Юнайтед» | 63        | 1         |                    | 8                  | 1                  |                      | -                    | -                    |               | -             | -             | 71     | 2      |        |
| 2018–19                  | «Сампдорія»              | A                        | 14        | 0         | КІ                 | 1                  | 0                  | -                    | -                    | -                    | -             | -             | -             | 15     | 0      |        |
| 2019–20                  | «Сампдорія»              | A                        | 27        | 0         | КІ                 | 2                  | 0                  | -                    | -                    | -                    | -             | -             | -             | 29     | 0      |        |
| 2020–21                  | «Верона»                 | A                        | 4         | 0         | КІ                 | 1                  | 1                  | -                    | -                    | -                    | -             | -             | -             | 5      | 1      |        |
| 2021–22                  | «Сампдорія»              | A                        | 14        | 0         | КІ                 | 1                  | 0                  | -                    | -                    | -                    | -             | -             | -             | 15     | 0      |        |
| 2022–23                  | «Сампдорія»              | A                        | 0         | 0         | КІ                 | 1                  | 0                  | -                    | -                    | -                    | -             | -             | -             | 1      | 0      |        |
| Усього за «Сампдорію»    | Усього за «Сампдорію»    | Усього за «Сампдорію»    | 55        | 0         |                    | 5                  | 0                  |                      | -                    | -                    |               | -             | -             | 60     | 0      |        |
| Усього за кар'єру        | Усього за кар'єру        | Усього за кар'єру        | 122       | 1         |                    | 14                 | 2                  |                      | -                    | -                    |               | -             | -             | 136    | 3      |        |